# Le Viol (Magritte, Paris)
Pour les articles homonymes, voir Le Viol.
Le Viol est un tableau réalisé par le peintre belge René Magritte en 1945. Cette huile sur toile surréaliste représente le buste d'une femme aux longs cheveux blonds dont le visage est un corps féminin nu. Legs de Georgette Magritte en 1987, l'œuvre est conservée au musée national d'Art moderne, à Paris, en France.
Une version antérieure datée de 1934 se trouve au sein de la Menil Collection, à Houston, aux États-Unis. Dans cet autre Viol, la victime a les cheveux châtains et coupés plus courts.